# Apodi (futebolista)
Luiz Diallisson de Souza Alves, mais conhecido como Apodi (Apodi, 13 de dezembro de 1986), é um futebolista brasileiro que atua como lateral-direito. Atualmente joga no Brasiliense.

## Carreira

### Vitória
Começou sua carreira no Real Salvador, mas iniciou-se profissionalmente no Vitória, em 2005. Chamou a atenção de clubes de todo o Brasil devido às suas atuações pelo rubro-negro baiano na Série B de 2007, ano em que o clube conseguiu ser promovido à Série A do ano seguinte. Ao final da temporada, foi eleito o melhor lateral-direito da competição.
Com suas arrancadas características em alta velocidade e sua vulnerabilidade a faltas, Apodi se tornou ídolo da torcida do Leão ao provocar inúmeras expulsões e pênaltis a favor do time rubro-negro.

### Cruzeiro
No início de 2008, foi contratado pelo Cruzeiro. Porém, não vinha agradando nas oportunidades que teve no time titular e logo foi emprestado ao Santos, em troca do também lateral Carlinhos.

### São Caetano
Com a saída do técnico Cuca, também perdeu seu espaço no Santos e foi novamente emprestado, dessa vez ao São Caetano.

### Retorno ao Vitória
No final da temporada de 2008, acertou novo empréstimo, dessa vez ao Vitória, clube que o revelou, até o final de 2009. No time baiano, foi um dos destaques da conquista de mais um título baiano e uma importante arma ofensiva no Brasileirão, onde o rubro-negro chegou a pintar no grupo dos classificados para a Libertadores por doze rodadas.
Ainda na temporada de 2009, Apodi começou a ter frequentes apresentações abaixo do normal e, de uma hora para a outra, viu suas principais características serem neutralizadas pelos adversários, fazendo com que fosse sacado diversas vezes do time titular.
Em outubro, após a morte de seu pai, foi liberado para acompanhar o velório do mesmo. Embora o evento tenha durado apenas alguns dias, Apodi permaneceu longe da Toca por mais de uma semana, o que fez com que torcida e diretoria desconfiassem de um possível "corpo mole" do jogador.
Na sua volta, acabou sendo muito vaiado pela torcida na derrota do Leão para o Avaí por 1–0 em pleno Barradão, e, para a loucura de quem estava assistindo-o, levantou os braços como se pedisse mais vaias. Esse episódio foi o ápice da má fase que passava no time de Salvador e, dias depois, alegou que não mais jogaria pelo Rubro-Negro na temporada.

### Bahia
No dia 2 de fevereiro de 2010, Apodi acertou com o arquirrival do Vitória, o Bahia, por empréstimo, com contrato até o final do ano. Curiosamente, no fim de 2005, quando ainda era do Real Salvador, passou por um período de testes no próprio Bahia, onde mostrou ter grande potencial, porém, para ser contratado, pedia-se um pagamento de R$ 300 mil ao clube soteropolitano, dinheiro que o tricolor baiano não possuía na época, porém o Vitória sim.
Porém, em junho, depois de não corresponder às expectativas criadas e o mesmo estando insatisfeito, acertou a rescisão com o clube.

### Guarani
Ainda em junho, foi apresentado como reforço do Guarani e permaneceu no clube até o final da temporada, participando do rebaixamento do time.

### Tokyo Verdy
Em 2011, foi negociado, por empréstimo, para o Tokyo Verdy, do Japão, onde pouco atuou.

### Ceará
Em 2012, Apodi acertou com o Ceará, clube em que tinha interesse pelo jogador desde 2010. Apodi marcou seu primeiro gol pelo Ceará contra o Tiradentes em que o Ceará venceu por 3–1. Também neste jogo, Apodi sofreu o pênalti que foi convertido por Mota.

### Retorno ao Cruzeiro
No fim de 2012, o contrato de empréstimo de Apodi se encerrou e ele voltou ao Cruzeiro.

### Retorno ao Ceará
Porém, no dia 13 de dezembro, sem uma renovação com o Cruzeiro, retornou ao Ceará, agora com contrato em definitivo até o fim de 2013.

### Querétaro
No contrato anteriormente assinado com o Ceará, havia uma cláusula que obrigava a liberação do jogador no caso de uma proposta do exterior, e foi o que aconteceu: e o Querétaro, do México, demonstrou interesse e fechou contrato com Apodi, que jogará pelo clube mexicano no ano de 2013.

### Delfines
Passou pelo equatoriano Delfines por empréstimo.

### Chapecoense
Apodi foi negociado com a Chapecoense para a temporada 2015, onde voltou a se destacar pela velocidade e apoio ofensivo. Foi um jogador muito importante versátil conquistando a torcida com jogadas e gols bonitos. Marcou o gol na virada incrível da Chape contra o Grêmio na Arena do Grêmio por 2-3. Uma de suas melhores partidas foi contra o Atlético Mineiro na Arena Condá, fazendo um golaço, deu um drible espetacular no marcador Atleticano e depois fez o gol que garantiu a vitória do verdão por 2-1.

### Kuban Krasnodar
Mesmo tendo renovado o contrato com a Chapecoense, o clube russo Kuban Krasnodar anunciou a contratação do lateral por dois anos. Além de Apodi, Felipe Santana e Xandão são outros brasileiros que integram a equipe dos Cossacos.

### Sport
Chegou ao Sport no dia 18 de julho de 2016 para assinar com o Leão da Ilha e disputar posição com Samuel Xavier.

### Retorno à Chapecoense
Depois de um ano, ele reapareceu como ídolo da Chapecoense entre os jogadores para a temporada 2017. No amistoso contra o Barcelona no Camp Nou, Apodi deu um chapéu espetacular no lateral adversário Jordi Alba. Partida válida pelo Troféu Joan Gamper. Voltou a marcar pela Chape na partida contra o Botafogo pelo Brasileirão 2017. Fez de cabeça o primeiro gol da partida, mas depois o time carioca virou, e venceu por 2–1. Rescindiu o contrato com a equipe no dia 17 de junho de 2018.

### Ohod Club
No dia 25 de junho de 2018, Apodi acertou com o Ohod Club, da Arábia Saudita.

### CSA
Em fevereiro de 2019, o jogador é anunciado como reforço do clube CSA.

### Ponte Preta
Em dezembro de 2019, foi anunciado como jogador da Ponte Preta.

### Goiás
Em maio de 2021, foi anunciado como reforço do Goiás.

### Vila Nova
Em dezembro de 2023, foi anunciado como reforço do Vila Nova, atuando a partir da temporada 2024.

## Estatísticas

### Seleção Brasileira
Abaixo estão listados todos jogos e gols do futebolista pela Seleção Brasileira, desde as categorias de base. Abaixo da tabela, clique em expandir para ver a lista detalhada dos jogos de acordo com a categoria selecionada.
Sub-23 (Olímpico)
| Ano   |       |      |         |       |
| Ano   | Jogos | Gols | Assist. | Média |
| ----- | ----- | ---- | ------- | ----- |
| 2007  | 1     | 0    | 0       | 0     |
| Total | 1     | 0    | 0       | 0     |

|    | Data                  | Local                                 | Resultado | Adversário                       | Gols | Assist. | Competição |
| -- | --------------------- | ------------------------------------- | --------- | -------------------------------- | ---- | ------- | ---------- |
| 1. | 9 de dezembro de 2007 | Nilton Santos, Rio de janeiro, Brasil | 0–3       | Seleção do Campeonato Brasileiro | 0    | 0       | Amistoso   |

## Títulos
Vitória
- Campeonato Baiano: 2007 e 2009

Cruzeiro
- Campeonato Mineiro: 2008

Ceará
- Campeonato Cearense: 2012

Chapecoense
- Campeonato Catarinense: 2017

CSA
- Campeonato Alagoano: 2019

Goiás
- Copa Verde: 2023

## Prêmios individuais
- Melhor Lateral-Direito do Campeonato Brasileiro - Série B: 2007
- Melhor Lateral-Direito do Campeonato Cearense: 2012
- Melhor Lateral-Direito do Campeonato Catarinense: 2018